# Бруснятское
Бруснятское — село в Белоярском районе Свердловской области России. Входит в Белоярский муниципальный округ. Ранее было центром Бруснятского сельсовета Белоярского района.

## Географическое положение
Село Бруснятское расположено по обоим берегам реки Каменки (левого притока Исети), в 10 километрах (по автодороге в 13 километрах) к востоку-юго-востоку от посёлка Белоярского. В трёх километрах к северо-северо-западу от села находится станция Шипелово Свердловской железной дороги. Река Каменка в пределах села узка, маловодна и тиха в течении так, что вода в ней летом застаивается, цветёт и становится негодною к употреблению. Рядом с селом находится болото. Почва чернозёмная, местами глинистая и болотная, но плодородная.
В селе Бруснятском 20 улиц: Жемчужная, Заречная, Ильича, Калинина, Карьерная, Комарова, Ленина, Луговая, Мира, Новая, Озерная, Ореховая, Полевая, Пушкина, Садовая, Северная, Северная 1-я, Советская, Совхозная, Юбилейная; один переулок — Заречный; один микрорайон — Юбилейный.

## История села
Поселение было основано в XVII веке и именовалось деревнею Брусницыной по фамилии большинства жителей – Брусницыных, Троицкой слободой – до 1830 года и селом Троицким – до 1870 года (по храму), а с 1870 года по распоряжению Пермского Епархиального Начальства в церковных документах именовалось селом Троицко-Бруснятским.
Основное занятие сельчан было земледелие. В начале XX века жители села, крестьяне, отличались зажиточностью: «нет между ними щегольства, нет и кидающейся в глаза неряшливости». Благосостоянию сельчан способствовало отсутствие крепостничества, плодородие почвы, и работы на асбестовых и изумрудных приисках, дававших многим из жителей села хороший заработок в свободное от полевых работ время. В 1891 году и в 1892 году был большой неурожай хлебов, которые пошатнули во многих местах крестьянское хозяйство, однако село пережило без тяжёлых последствий.

### Люди, связанные с Бруснятским
В конце XIX века в селе проживал, сосланный на Урал, участник революционного движения «Земля и воля» петербургский студент Пётр Феоктистович Коротков. После двух лет ссылки, в сентябре 1880 года он смог устроиться учителем в местную школу. В 1887 году Павел Коротков был отмечен на Урало-Сибирской промышленной выставке, которая проходила в Екатеринбурге, где он представился как: «Коротков, сельский учитель из села Бруснятского, экспонирующий в кустарном отделе «парту своей работы». Там он представил двухместную парту с откидной крышкой для начальной школы. Это был усовершенствованный вариант парты Эрисмана. Поскольку в деревенских школах у учеников не было шкафчиков, Коротков предложил прикрутить к партам крючки для портфелей, а под столешницей сделать полку для учебников. Он также придумал углубления для чернильниц и два желобка для пера и карандаша. За это Коротков получил серебряную медаль на Урало-Сибирской промышленной выставке 1887 года и диплом об изобретении. На основе парты Короткова были разработаны уже советские варианты.

## Школа
В 1830 году учительница В.Е. Гуськова, ехавшая в Сибирь учить детей декабристов, не получила разрешения следовать дальше на восток и не имея денег на обратную дорогу, осталась в селе, открыла первую школу в районе и проработала здесь около 40 лет.

## Свято-Троицкая церковь

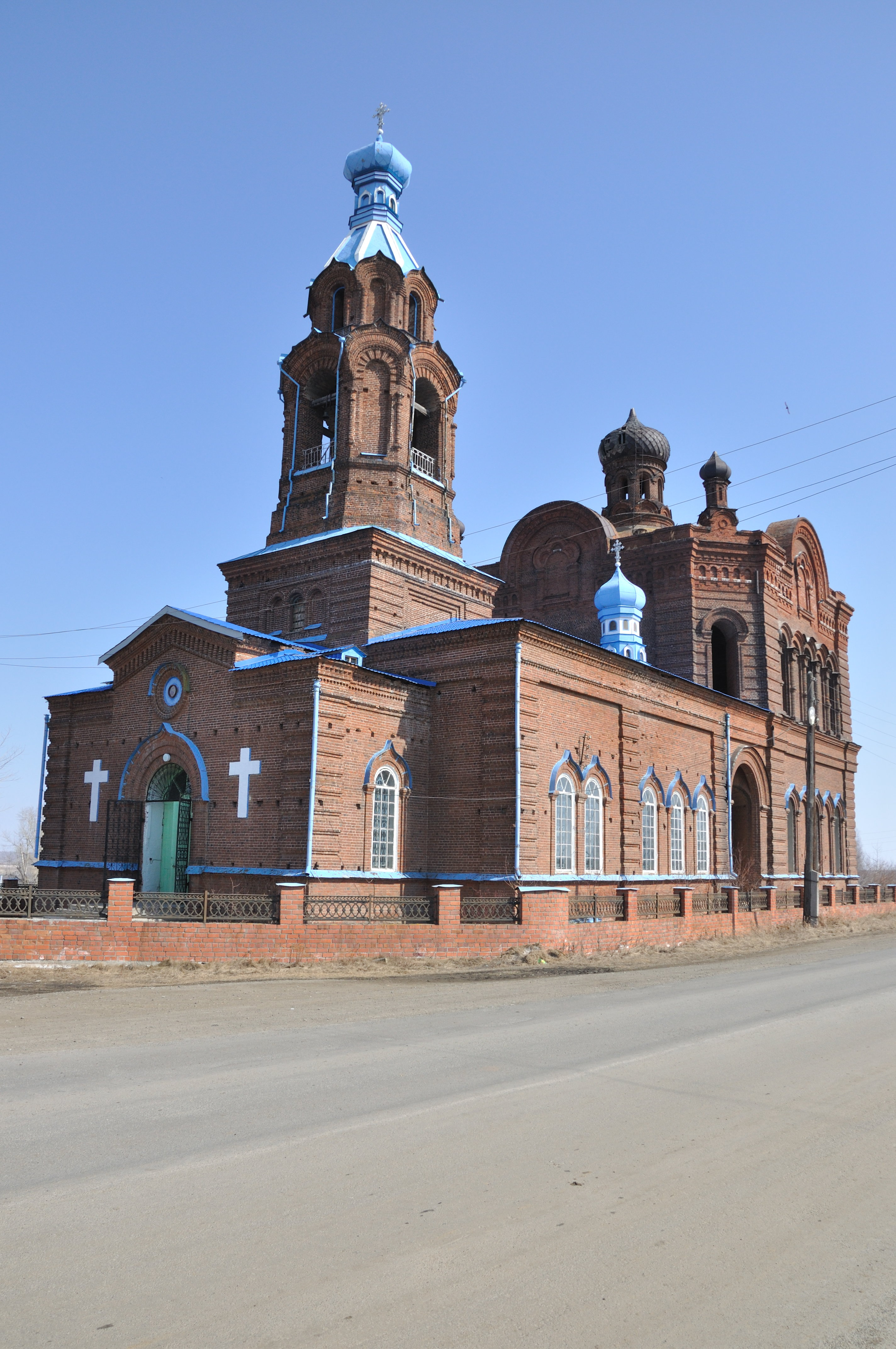
Свято-Троицкая церковь

В 1764 году была заложена деревянная однопрестольная приходская церковь, которая была построена на добровольные пожертвования прихожан в 1764 году. Церковь была освящена во имя святой Живоначальной Троицы в 1765 году по благословению Павла, Митрополита Тобольского и Сибирского. В 1806 году в селе случился пожар, загоралась и церковь, из-за предосторожности престол и жертвенник из неё выносился. В 1807 году церковь была обновлена и вновь освящена. Из-за ветхости деревянной церкви в 1855 году была заложена каменная, трёхпрестольная церковь, которая в 1859 году была достроена. Главный престол был освящён в честь Святой Живоначальной Троицы 20 апреля 1868 года, придел был освящён в честь Казанской иконы Пресвятой Богородицы 15 ноября 1859 года. В 1894 году на месте разобранного придела были заложены 2 новых: в честь Казанской иконы Пресвятой Богородицы, освящённого 23 августа 1898 года по благословению преосвященного Христофора, епископа Екатеринбургского и Ирбитского, и второй — во имя пророка Илии, освящённый местным благочинным. В начале XX века в церкви находилась икона Божей Матери Казанской, икона святого праведного Симеона Верхотурского Чудотворца и святого Великомученика и Целителя Пантелеимона. В 1912 году заново был воздвигнут главный храм, который не был освящён. Церковь была закрыта в 1937 году, открыта в октябре 1945 года и вторично закрыта в 1961 году. Здание было возвращено Русской православной церкви в 1991 году. Церковь вновь была освящена 12 октября 1991 года.

## Население
| 2002 | 2010  | 2021  |
| ---- | ----- | ----- |
| 1464 | ↘1370 | ↘1022 |